# Zephyranthes minima
Zephyranthes minima är en amaryllisväxtart som beskrevs av Herb.. Zephyranthes minima ingår i släktet Zephyranthes och familjen amaryllisväxter.

## Underarter
Arten delas in i följande underarter:
- Z. m. hexandra
- Z. m. minima

## Bildgalleri

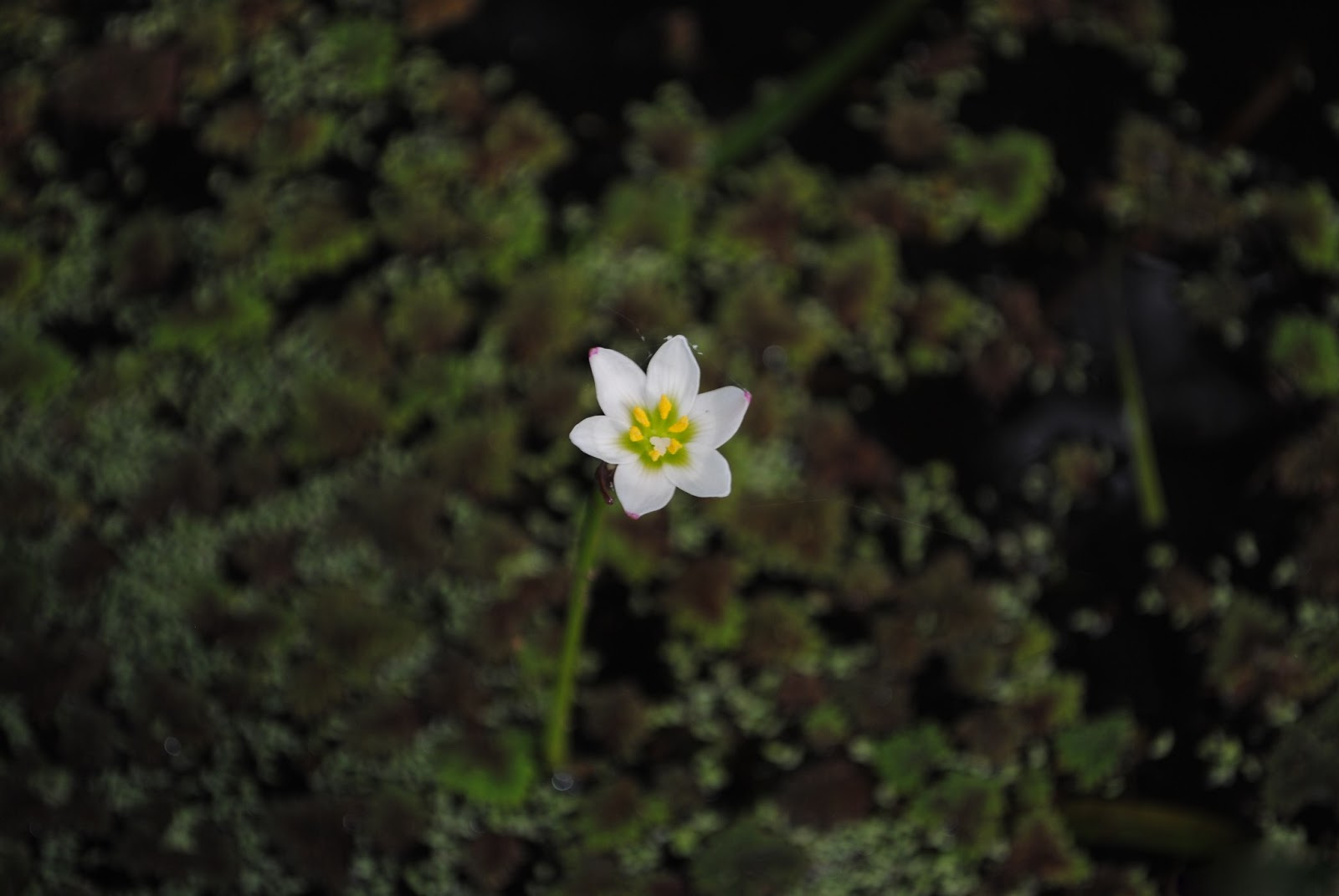
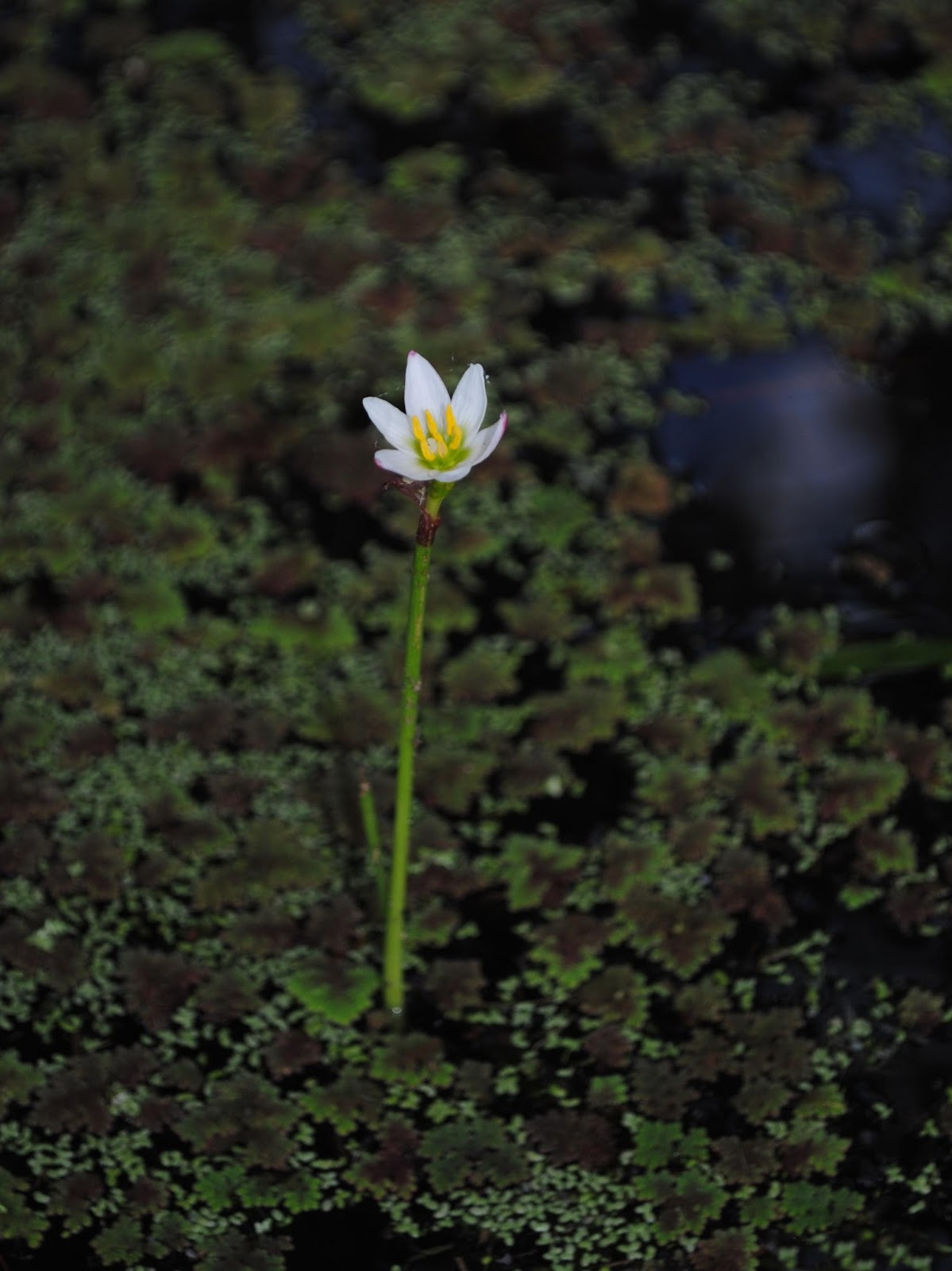
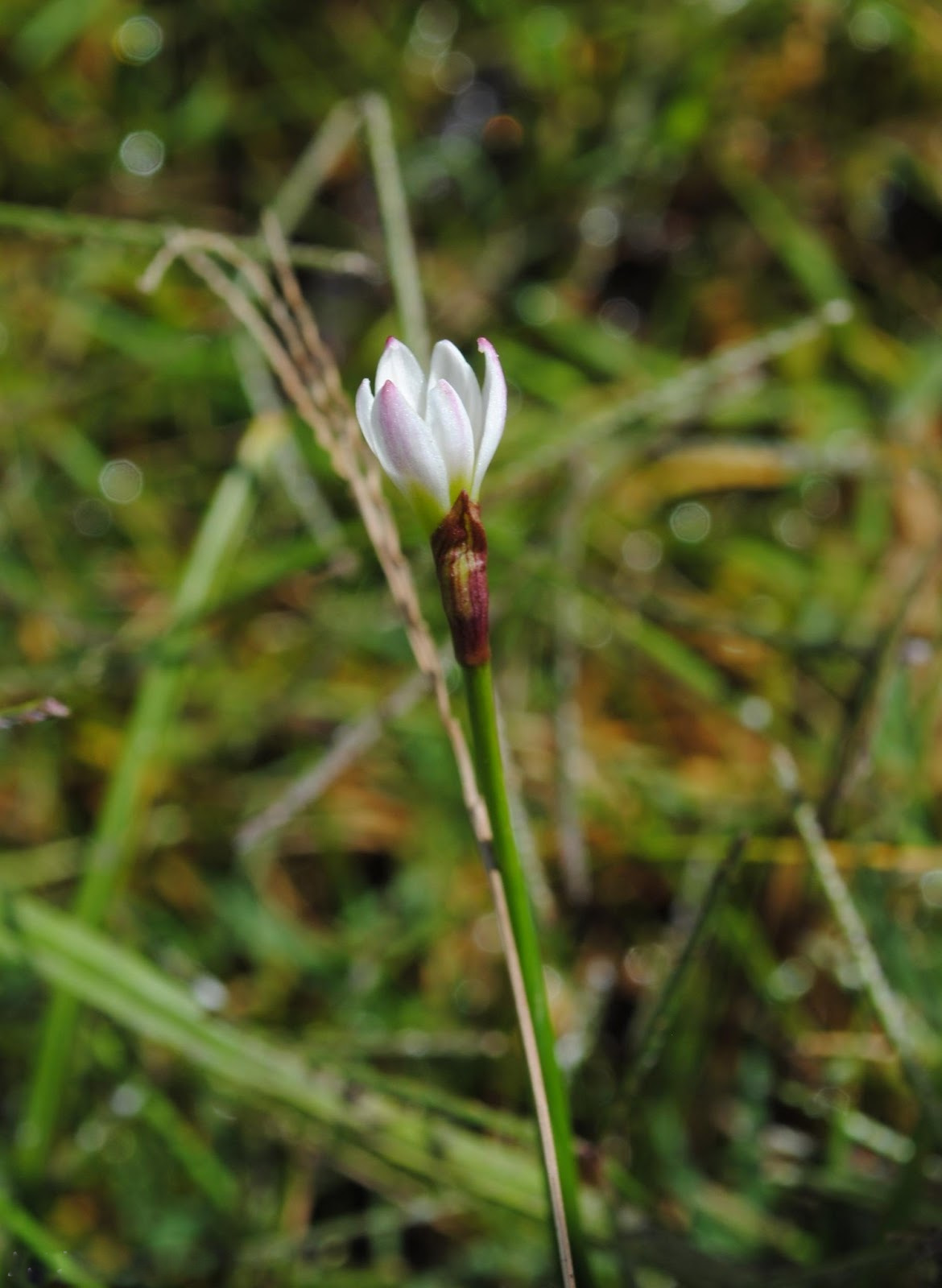
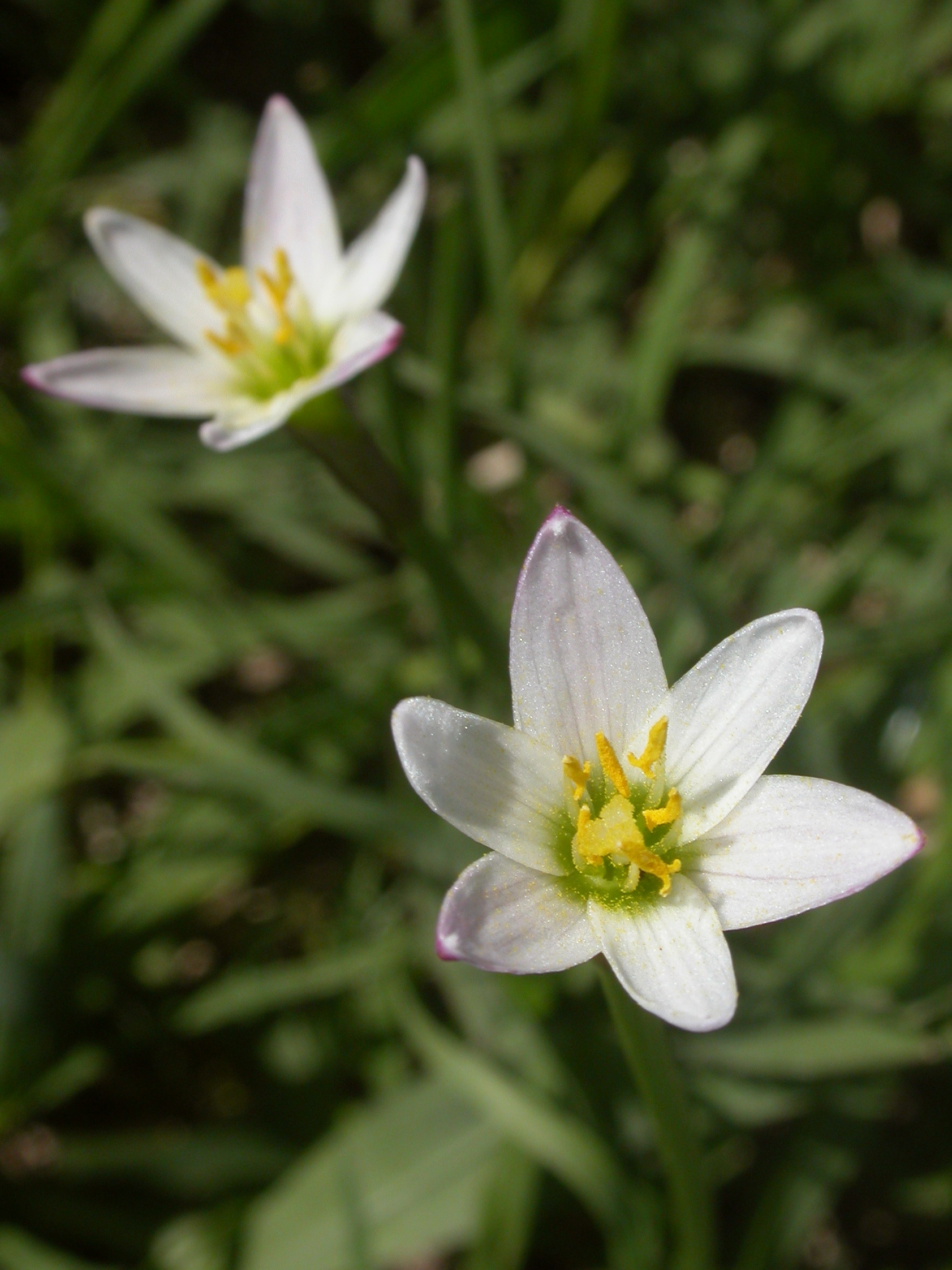